# Aleph Zadik Aleph
La orden de Aleph Zadik Aleph (AZA) es una organización fraternal internacional para adolescentes judíos, fundada en 1924, que se fusionó con la fraternidad BBYO, una organización sin ánimo de lucro (OSAL). Los capítulos AZA para adolescentes van desde el octavo grado (segundo de ESO) hasta el duodécimo grado. La organización hermana de AZA son las Bnai Brith Girls (BBG).

## Historia

### Los primeros capítulos
AZA fue fundada el 3 de mayo de 1924, en Omaha (Nebraska), por un grupo de 14 adolescentes judíos de entre 15 y 17 años. Surgió como respuesta al hecho de que la comunidad judía no tenía permitida la pertenencia a las fraternidades existentes. Las letras fueron elegidas expresamente para molestar a la fraternidad que rechazó previamente a los Aleph, Alpha Zeta Alpha, por ello nombraron a la nueva fraternidad con letras hebreas.
El primer capítulo fue creado en 1923, y se llamaba capítulo AZA número uno. El segundo capítulo más antiguo se llamaba capítulo AZA número dos.
Abe Babior, el primer presidente del nuevo grupo, dijo que el grupo se inició como un movimiento juvenil sionista. Las reuniones del grupo generalmente presentaban a oradores sobre una serie de temas, tanto judaicos como no judaicos. El grupo realizó varios eventos sociales, entre ellos, fiestas y bailes. El primer asesor del grupo, Nathan Mnookin, fue un químico consumado, regresó a su ciudad natal en noviembre de 1923, e inmediatamente comenzó una organización similar con el mismo nombre. La partida de Mnookin allanó el camino para el próximo asesor de la AZA en Omaha, Sam Beber.

### Una organización nacional

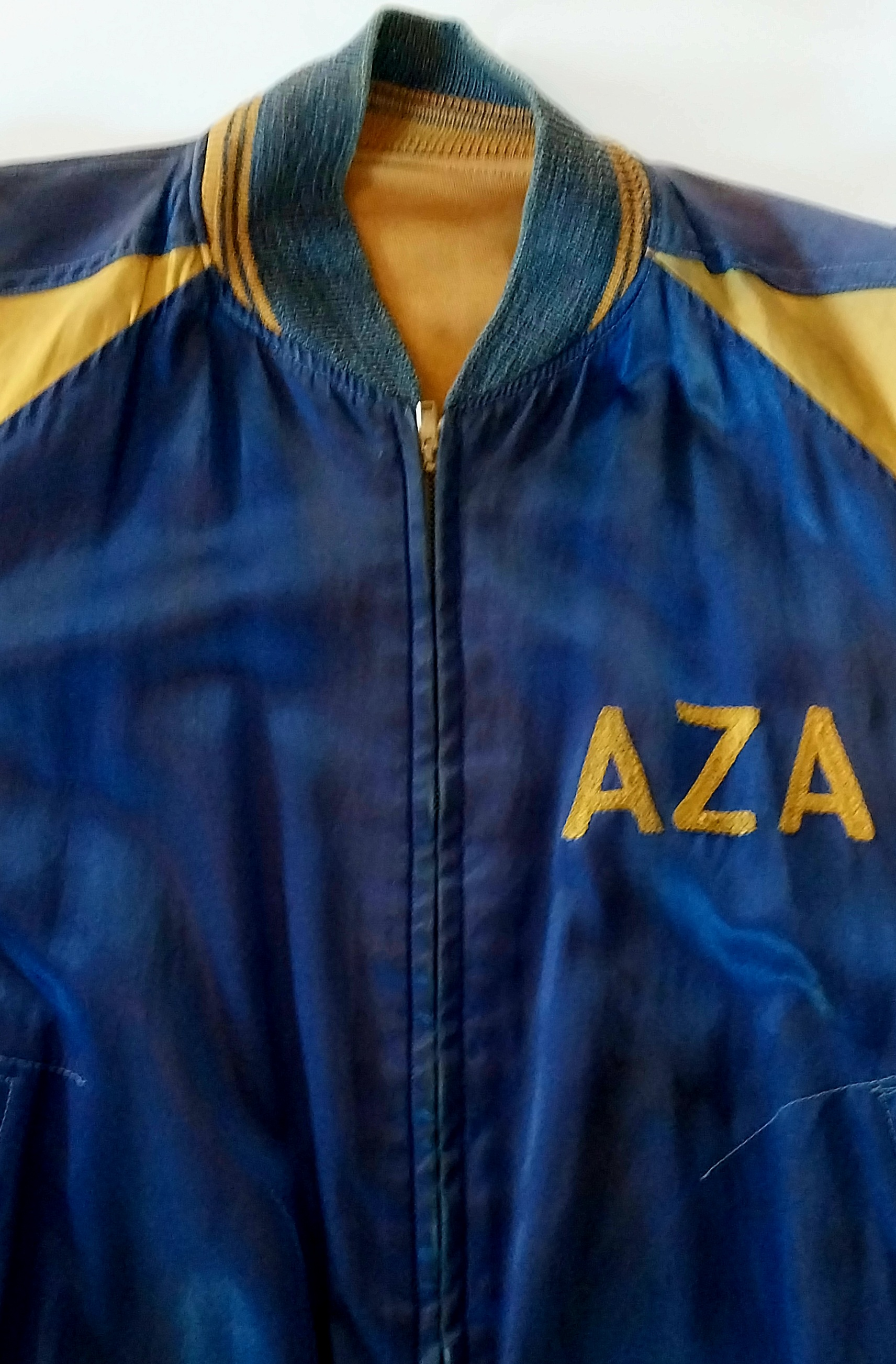
Chaqueta de la fraternidad AZA, década de 1940.

Mientras Beber continuaba sirviendo como asesor del grupo local de Omaha, también comenzó a planificar una empresa mucho más grande: un grupo internacional de jóvenes judíos. Beber convocó una reunión de amigos y asociados en el área el 3 de mayo de 1924, alcanzando un entendimiento de los objetivos y formando el primer Comité Asesor Supremo (CAS) que constaba de siete hombres, y fundando oficialmente el Aleph Zadik Aleph para Hombres Jóvenes. La carta constitutiva del primer capítulo de la nueva organización se otorgó al grupo de AZA existente en Omaha, denominado "Capítulo Madre", y el segundo capítulo, situado en Kansas City, recibió una carta una semana después. A finales de mes, se habían lanzado nuevos capítulos en Lincoln (Nebraska), y en Des Moines, Iowa.
La primera convención de AZA se llevó a cabo ese verano en el Centro Comunitario Judío en Omaha, del 4 al 6 de julio de 1924. Más de dos tercios de los miembros de la nueva organización estuvieron presentes para elegir a su primer Grand Aleph Godol (presidente internacional). En una reñida contienda que requirió una remisión al CAS para romper un empate en la votación, Charles Shane salió victorioso. En otros asuntos realizados, los muchachos optaron por destinar un tercio de sus cuotas de membresía (en ese momento $ 3) a obras de caridad. Para la segunda convención anual, la membresía de AZA se había disparado a 250 miembros, y se inauguraron nuevos capítulos en ocho ciudades más. Philip Klutznick, uno de los alumnos más destacados de AZA, fue elegido como el segundo Grand Aleph Godol. Durante su mandato, instaló 10 capítulos en la parte oriental del país y supervisó la creación de The Shofar, el boletín internacional de la organización. Tras su mandato, la organización lo recompensó convirtiéndolo, a la edad de 19 años, en su primer director ejecutivo. Klutznick se desempeñó más tarde como secretario de comercio durante la administración del presidente Jimmy Carter.

### Conexión entre AZA y B'nai B'rith
La conexión entre AZA y B'nai B'rith se remonta a los primeros días de AZA, cuando su fundador, Sam Beber, se desempeñaba simultáneamente como asesor de AZA y como vicepresidente de la logia B'nai B'rith en Omaha. Poco después, la nueva organización pudo obtener fondos del albergue regional B'nai B'rith. En la primera convención internacional de AZA en 1924, se resolvió que la organización debería buscar afiliación con B'nai B'rith, Sam Beber inició la comunicación, y en la reunión del comité ejecutivo en enero de 1925, el presidente Adolf Kraus nombró un comité para explorar el asunto, encabezado por Henry Monsky. Un compañero residente de Omaha, Monsky, planteó el tema de la adopción de "auxiliares menores" para la vanguardia de la organización. Tras la convención internacional de B'nai B'rith, en la que el comité de Monsky recomendó la adopción de AZA como la organización juvenil oficial de B'nai B'rith, el comité ejecutivo se reunió y adoptó inmediatamente la recomendación. AZA disfrutó de una relación larga y próspera con B'nai B'rith, e innumerables líderes juveniles de AZA pasaron a ocupar puestos de liderazgo en B'nai B'rith cuando fueron adultos. Las logias B'nai B'rith a menudo adoptaron a capítulos de AZA, colaboraron en la programación conjunta y se desempeñaron en calidad de asesores. AZA finalmente se combinó con las B'nai B'rith Girls (BBG), en lo que se conocería como la Organización Juvenil B'nai B'rith (BBYO). 
Como ala masculina de BBYO, AZA continuó manteniendo su carácter, tradiciones y rituales únicos, a pesar de que era administrada junto con BBG bajo el paraguas de BBYO. 
BBYO se separó de B'nai B'rith en 2002 y se volvió a formar como una organización independiente sin fines de lucro. 
Contrariamente a la creencia popular, AZA no se fundó como una forma de protesta contra las fraternidades griegas, las conversaciones con los miembros fundadores años más tarde revelaron que el nombre de la organización fue elegido específicamente en un intento de imitar a las fraternidades griegas, no para protestar contra ellas.

## Tradiciones

### Logotipo de AZA
El logotipo de AZA era una Menorá, un candelabro de siete brazos, uno de los símbolos centrales del judaísmo. La Menorá tenía una forma hexagonal, cada lado del hexágono contenía uno de los siete principios fundacionales de la fraternidad. En el centro del hexágono había una Estrella de David, dentro de la misma estaban las letras hebreas "Aleph Zadik Aleph".

### Contraseña
La contraseña "Ami" para ingresar en una reunión de AZA, era ampliamente conocida y se utilizaba únicamente con fines ceremoniales y tradicionales.

### Alfiler de Aleph
Cuando los miembros ("Alephs") ingresaban en la organización, recibían un pin que contenía el logotipo de AZA, este pin se debía usar en todas las funciones de AZA (incluidas las reuniones, los programas y las convenciones), como una forma de mostrar visualmente la membresía de la organización, se suponía que debía usarse en la camisa, sobre el corazón, para simbolizar que los principios (que estaban inscritos en el logotipo de AZA en el alfiler) se mantenían cerca del corazón. Los alfileres de los "Alephs" nunca debían usarse derechos, para representar que ningún "Aleph" era perfecto.

### Canciones
Muchas de las canciones de AZA se remontaban a los primeros días de la organización. 
La canción que se cantaba con más frecuencia era "Up You Men", la canción de ánimo oficial de la organización que databa de 1931, cuando fue la obra ganadora en un concurso de canciones. Fue compuesta por Heinie Krinsky y Wes Bercovich, y en los tiempos modernos se cantaba a un ritmo rápido como una canción de reunión, y a veces, en un tono lento y sombrío como una canción de hermandad. 
"Ven y únete a nosotros en nuestra canción", era una canción popular para ser cantada en las convenciones y los programas de verano, y era la canción más larga de AZA. Originalmente se llamaba "La canción de marcha de Meyer Levin" y fue escrita para AZA por el miembro de AZA Meyer Levin, en Chicago, en 1964. Los versos se cantaban con la melodía de "La balada de los balleneros de Groenlandia" y el coro se cantaba con la melodía del himno de la Guardia Costera de Estados Unidos. 
"AZA sweetheart song", también compuesta por Krinsky y Bercovich, se recitaba tradicionalmente cuando una chica de la sororidad BBG, que representaba el papel de novia de la hermandad, entraba en la sala, aunque su uso en los tiempos modernos podía variar de una región a otra. 
Algunas canciones populares eran: "Stand Together", "For Tomorrow and Today", "This Is Our Order" y "No Man Is An Island".

## Principios rectores y programación
Había siete principios cardinales, los cuales se esperaba que todos los miembros de AZA cumplieran en su vida, estos principios subrayaban la intención y el carácter de la organización: Estos eran el patriotismo, el judaísmo, el amor filial, la caridad, la conducta, la pureza y la fraternidad. Estos principios se podían encontrar inscritos en el logotipo de AZA y se recitaban durante los rituales de apertura de las reuniones de la fraternidad.
Se utilizaban seis consideraciones de programación como base para toda la planificación de programas. En 1928, el Dr. Boris D. Bogen, uno de los fundadores del Comité Judío Estadounidense de Distribución Conjunta, presentó sus ideas para un plan completo de cinco partes, al órgano rector de AZA, el Consejo Asesor Supremo, la adición de los cinco criterios de programación originales: Acción social, atletismo, servicio comunitario, educación y judaísmo. 
En 2020, el 97.º cuerpo ejecutivo de la hermandad, votó para agregar un sexto criterio de programación llamado salud, se esperaba que todos los eventos de AZA se realizasen con al menos uno de estos criterios, y se recomendaba a los programadores que debían abarcar múltiples consideraciones. 
Había un programa que debía incluir estos seis criterios, ello se consideraba una empresa significativa y era particularmente especial.

## Liderazgo y organización
AZA era administrada internacionalmente por el personal profesional de BBYO ubicado en la oficina internacional en Washington D. C. Las unidades organizativas fuera de América del Norte estaban afiliadas a BBYO pero funcionaban de forma independiente. En América del Norte, la organización se dividía en 43 regiones geográficas, cada una de las cuales contaba con personal profesional que dependía de la oficina internacional. Algunas regiones podían dividirse aún más en consejos y ciudades según su tamaño y geografía, y cada una de ellas también podía emplear personal. El último nivel era el capítulo, que empleaba a asesores voluntarios, e informaba al personal local, todos los miembros pertenecían a un solo capítulo. Algunos programas de BBYO (como los programas de verano en la Tierra de Israel) no requerían una membresía en BBYO. La organización era dirigida por una junta de funcionarios elegida democráticamente a nivel internacional, regional, de consejo y de capítulo. Los oficiales elegidos podían variar de un nivel a otro y entre los diferentes capítulos y regiones. A un grupo de funcionarios electos a menudo se le llama "la junta ejecutiva", o simplemente "la junta". Las elecciones generalmente se llevaban a cabo anualmente o semestralmente. Los cargos de la junta ejecutiva eran elegidos a nivel internacional, y eran la base para todas las demás juntas en todos los niveles.
- Aleph Godol (presidente).
- Aleph Sgan (vicepresidente de programación).
- Aleph Moreh (vicepresidente de membresía).
- Aleph Shaliach (vicepresidente judaico).
- Aleph Mazkir (secretario).
- Aleph Gizbor (tesorero).
- Aleph Sopher (publicista).

En algunos lugares, se podía elegir a funcionarios adicionales, según las necesidades del momento. Cada región, consejo o capítulo, podía tener su propia constitución, que detallaba los cargos que podían elegidos, y sus responsabilidades específicas, siempre que ello no entrase en conflicto con la ley internacional.